# Институт медико-биологических проблем РАН
Институт медико-биологических проблем Российской академии наук — научно-исследовательская организация в системе Российской академии наук. Полное наименование — Федеральное государственное бюджетное учреждение науки Государственный научный центр Российской Федерации — Институт медико-биологических проблем Российской академии наук. Ведущая организация в России по проведению фундаментальных исследований в области космической биологии и медицины; медико-биологическому обеспечению пилотируемых космических полётов; разработке методов и средств обеспечения безопасности и жизнедеятельности, сохранения здоровья и поддержания работоспособности человека в экстремальных условиях.
ИМБП определён головным учреждением по проведению работ медицинского и санитарно-гигиенического обеспечения здоровья экипажей, подготовке и реализации российской национальной программы медико-биологический исследований и экспериментов на российском сегменте МКС в соответствии с Федеральной космической программой России на 2006—2015 годы.
Располагает специализированной стендовой базой, включая наземный экспериментальный комплекс для проведения исследований по пребыванию человека в условиях длительной изоляции и искусственной среды обитания, стенды для имитации физиологических и биологических эффектов невесомости и других факторов космического полёта, глубоководный водолазный комплекс для имитации погружения человека на глубину до 250 м.

## История
Создан на основании постановления ЦК КПСС и Совета Министров СССР № 1106—399 от 28 октября 1963 года и при образовании получил название Институт космической биологии и медицины (было и закрытое название — п/я № 3452). Инициаторами этого решения выступили главный конструктор ракетно-космической техники С. П. Королёв, Президент Академии Наук СССР М. В. Келдыш, заместитель министра здравоохранения СССР А. И. Бурназян, начальник Третьего Главного управления при Минздраве СССР В. Н. Правецкий.
В соответствии с приказом министра здравоохранения СССР № 79 от 4 ноября 1963 года Институт становится головным учреждением страны по проблемам космической биологии и медицины, а 15 июня 1965 года (приказ № М-2881с 3-го Главного управления МЗ) меняет своё название на Институт медико-биологических проблем Минздрава СССР. Благодаря этому в России и в других странах Институт хорошо известен под исторической аббревиатурой ИМБП.
По мысли создателей ИМБП должен был аккумулировать все достижения учреждений АН и АМН СССР, Минздрава, Минобороны, вузовской науки и поставить их на службу космонавтике. В новый коллектив влилось более 100 офицеров ГНИИ авиационной и космической медицины МО СССР (им были сохранены воинские звания), имевших опыт по подготовке первых космических полётов, среди них Ю. А. Сенкевич; а также более 100 сотрудников Института биофизики, среди них А. В. Лебединский, Ю. Г. Нефёдов, имевших опыт работы по сопровождению атомных подводных лодок и других гермообъектов. Было приобретено импортное оборудование. К началу 1966 года коллектив ИМБП достиг численности 1700 сотрудников.
Уже менее чем через год после создания ИМБП играл ведущую роль в подготовке и проведении полёта первой в мире космической лаборатории с экипажем В. М. Комаров, К. П. Феоктистов, Б. Б. Егоров, а в последующем при осуществлении первого в истории выхода человека в открытый космос (А. А. Леонов).
Мечтой Королёва был полёт на Марс, благоприятные условия для него складывались во второй половине 1970-х годов. По мысли Королёва ИМБП следовало привлечь к работам по медико-биологической подготовке полёта. На территории Института был возведён экспериментальный корпус, в котором экипаж из трёх человек пробыл в замкнутом гермообъекте в течение года. В январе 1994 — марте 1995 года сотрудник ИМБП В. В. Поляков совершил рекордный по продолжительности 438-суточный космический полёт на орбитальном комплексе «Мир».
Претензии ИМБП играть головную роль в решении проблем космической биологии и медицины встретили решительное сопротивление руководящих лиц ВВС, в частности Н. П. Каманина.
Постановлением Правительства РФ N648 с 5 июня 1994 года Институту присваивается статус Государственного научного центра Российской Федерации, сохранённый по настоящее время. С 25 ноября 1999 года распоряжением Правительства РФ № 1958-р ИМБП входит в систему научных учреждений Российской академии наук.
В разные годы ИМБП возглавляли академики А. В. Лебединский (1963—1965), В. В. Парин (1965—1968), О. Г. Газенко (1969—1988), А. И. Григорьев (1988—2008), И. Б. Ушаков (2008—2015). Приказом Федерального агентства научных организаций за № 923 п/о от 26 ноября 2015 г. на должность директора государственного научного центра РФ — Института медико-биологических проблем РАН с 1 декабря 2015 г. назначен академик РАН О. И. Орлов..

### Отряд космонавтов ИМБП
5 мая 1972 года в институте была образована группа врачей космонавтов-исследователей. 21 июля 1978 года группа космонавтов ИМБП была преобразована в отряд космонавтов ИМБП, который стал отдельным подразделением института. Отряд готовил космонавтов для научной медико-биологической работы на орбите. В период с 1968 по 2003 годы в отряд было проведено шесть наборов и отобрано 15 космонавтов-исследователей, из которых только трое совершили космические полёты: Борис Моруков совершил один полёт и по два космических полёта выполнили Валерий Поляков и Сергей Рязанский. В 2011 году, после создания единого отряда космонавтов Федерального космического агентства, отряд космонавтов ИМБП был расформирован.

## Научная деятельность
Приоритетной задачей ИМБП является изучение влияния на человека и другие живые существа различных экстремальных факторов с целью определения их неблагоприятных воздействий и обоснования путей предупреждения развития патологических изменений в организме людей для создания адекватной среды обитания и обеспечения деятельности в таких условиях.
В настоящее время ИМБП — головное научное учреждение по медико-биологическому и санитарно-гигиеническому обеспечению пилотируемых космических полётов, отвечает за координацию работ организаций и учреждений по реализации национальной программы научных медико-биологических исследований и экспериментов на борту российского сегмента МКС (РС МКС). Институт является соисполнителем опытно-конструкторских работ по совершенствованию РС МКС, обеспечивает разработку целевых полезных нагрузок для проведения медико-биологических исследований и экспериментов.
На основании результатов, проведённых в ИМБП комплексных наземных и лётных исследований и испытаний, была научно обоснована, разработана и успешно апробирована система средств и методов, обеспечивающих безопасность и профессиональную деятельность космических экипажей. Эта система эффективно использовалась в кратковременных и длительных космических полётах экипажей на космических кораблях «Союз», орбитальных станциях «Салют» и «Мир», а в настоящее время взята за основу и получает дальнейшее развитие в рамках работы экипажей на борту Международной космической станции (МКС).
ИМБП отвечает за организацию и проведение медико-биологических научных исследований и экспериментов на российском сегменте МКС, биомедицинских и биотехнологических исследований и экспериментов на автоматических космических аппаратах (серии «Бион» и «Фотон»), а также комплексных наземных экспериментов, закладывающих основу обеспечения медико-биологической поддержки будущих межпланетных экспедиций, в том числе на Марс.
Институтом проводится большая работа по медицинскому отбору и периодическому освидетельствованию космонавтов гражданских ведомств, космических туристов и испытателей-добровольцев для участия в специальных наземных испытаниях и исследованиях по различным проблемам космической и экстремальной медицины.
Фундаментальные исследования, проводимые Институтом, позволили установить закономерности адаптации человека к действию факторов космического полёта, выявить физиологические изменения, происходящие в различных органах и тканях, изучить молекулярные и клеточные механизмы функционирования живых систем различного уровня организации в условиях невесомости и при действии других экстремальных факторов. Полученные уникальные данные легли в основу создаваемых средств профилактики для пилотируемой космонавтики и инновационных разработок для практического здравоохранения.
В Институте разработаны специальные бортовые средства и методы оказания медицинской помощи при возникновении широкого круга возможных заболеваний и травм в полёте. До и во время полёта широко используются средства и методы профилактики воздействия на организм неблагоприятных факторов космического полёта. ИМБП является разработчиком оборудования для оснащения систем жизнеобеспечения и медико-биологической научно-исследовательской техники, необходимой для обеспечения космических полётов.
Значительный вклад в развитие современной космической медицины и биологии внесли сотрудники ИМБП космонавты Б. Б. Егоров, В. В. Поляков, Б. В. Моруков и С. Н. Рязанский. Организатором и участником ряда комплексных исследований адаптации сердечно-сосудистой системы к условиям длительной невесомости и кардиологических проектов в рамках научного сотрудничества с Австрией, США, Францией и Германией является профессор Р. М. Баевский. В Институте расположены базовые кафедры трёх вузов (МГУ им. М. В. Ломоносова, МАИ, МФТИ), аспирантура и докторантура, два диссертационных совета.
Международные научно-технические связи ИМБП осуществляются в рамках сотрудничества с космическими агентствами и научными учреждениями США, Франции, Германии, Италии, Канады, Японии, Австрии, Кореи, Китая и других стран. Издаётся журнал «Авиакосмическая и экологическая медицина».

### Основные направления деятельности ИМБП
Основные направления научной деятельности ГНЦ РФ — ИМБП РАН утверждены Постановлением Президиума Российской академии наук № 196 от 27 сентября 2011 г.
- исследования в области космической биологии, физиологии и медицины; экологической, экстремальной, спортивной, авиационной, высокогорной физиологии и медицины; гравитационной физиологии; биологических, физико-химических и комплексных систем жизнеобеспечения; клеточной физиологии; биотехнологии; психофизиологии; инженерной психологии и эргономики; радиобиологии; магнитобиологии; экзобиологии;
- медико-биологическое обеспечение полётов космических аппаратов, включая вопросы экологической и радиационной безопасности;
- проведение исследований в области барофизиологии и водолазной медицины; воздействие на организм искусственных дыхательных смесей; гигиена и эпидемиология гермообъектов;
- изучение функциональных резервов организма и механизмов адаптации к воздействию различных факторов внешней среды, физиология здорового человека; медицинские проблемы опасных профессий;
- внедрение результатов исследований в клиническую медицину и народное хозяйство;
- телемедицина.

### Стендовая база ИМБП
- медико-технический наземный экспериментальный комплекс (НЭК) для проведения исследований по пребыванию человека в условиях длительной изоляции и искусственной среды обитания[13], включающий модифицированную модель тяжёлого межпланетного корабля (ТМК) и имитатор марсианской поверхности (ИМП)[14];
- центр физиологических испытаний;
- специальные стенды для изучения и имитации физиологических и биологических эффектов невесомости и других факторов космического полёта[15][16];
- центрифуги с радиусами плеч 2,50 и 7,25 м;
- глубоководный водолазный комплекс для имитации погружения человека на глубину до 250 м.

## Награды
- Благодарность Президента Российской Федерации (24 января 2024 года) — за залуги в развитии отечественной космической медицины и биологии, многолетнюю плодотворную научную деятельность[17]